# Le Cercle de famille
 (janvier 2024).
Le Cercle de famille est un roman d'André Maurois paru en 1932 chez Grasset, opposant deux générations sur les thèmes de l'amour et de la fidélité, celle de Denise Herpain dont nous suivons l'existence de son enfance à sa vie conjugale, et celle de sa mère Germaine d'Hocquinville.

## Résumé
Le Cercle de famille relate l'enfance, l'adolescence puis la vie conjugale de Denise Herpain, fille de Louis Herpain, négociant en laine de Pont-de-l'Eure (commune fictive de Normandie où se déroule également les événements de Bernard Quesnay), et de Germaine d'Hocquinville dont la liaison adultère avec le docteur Georges Guérin scandalise les familles bourgeoises de la ville. Mise au courant peu à peu au cours de son enfance de la liaison de sa mère par les indiscrétions des domestiques, la mélancolie de son père et la défiance des parents de ses camarades, Denise (ainsi que, plus tardivement, ses sœurs cadettes Charlotte et Suzanne) en vient à éprouver une franche hostilité pour sa mère. Cette hostilité la conduit peu à peu à être éloignée de la maison, d'abord dans l'institution catholique du couvent Saint-Jean puis au lycée de Rouen, où elle rencontre trois élèves plus âgés : Bertrand Schmitt, Bernard Quesnay (héros du roman éponyme) et Jacques Pelletot, fils du notaire de Pont-de-l'Eure, dont elle finit, malgré sa défiance vis-à-vis du mariage, par se rapprocher.
Éloignés l'un de l'autre par le départ de Jacques à Paris pour étudier à la Sorbonne puis par la mobilisation générale liée au déclenchement de la Première Guerre mondiale, Denise finit par devenir maîtresse de son ami un soir durant l'une de ses permissions, poussée par la crainte de le voir mourir à son retour sur le front. Quelques semaines après l'armistice, son père Louis Herpain meurt d'une attaque, alors que son épouse était partie rejoindre son amant à Compiègne ; à son retour, les trois filles interdisent à leur mère l'accès à la chambre funéraire. Denise lui manifeste également son désir de quitter Pont-de-l'Eure, pour ne jamais y retourner.
Après avoir été reçue aux deux baccalauréats, elle rejoint Jacques Pelletot à Paris, pour étudier elle aussi à la Sorbonne. Elle rencontre là-bas deux nouveaux camarades qui ne sont pas insensibles à ses charmes, Edmond Holmann, fils d'un grand banquier lorrain, et Pierre Ménicault, étudiant aux tendances socialistes et révolutionnaires. En février 1921, sa mère se remarie avec le docteur Guérin. La question de l'avenir de Jacques et de Denise, plus ou moins fiancée à lui, finit par se poser : le père de Jacques, Me Pelletot, finit par convaincre son fils de reprendre son étude à Pont-de-l'Eure ; Denise, refusant de revenir dans cette ville, rompt avec lui et s'enfuit dans une auberge en Suisse, où son ami Holmann finit par la rejoindre et lui propose le mariage. Bien que ne l'aimant pas elle accepte, croyant pouvoir faire de son futur époux, d'un caractère trop peu affirmé à son goût, un grand homme.
Après trois années d'une fidélité sans faille, durant lesquelles naissent trois enfants (Marie-Laure, Patrice et Olivier), Denise finit par tromper son mari avec le séducteur Dick Managua, ami de Solange Villier (personnage déjà apparu dans Climats). Bouleversée par cet événement, elle tombe dans un profond délire et doit être hospitalisée quelque temps, épaulée par son mari. Le roman reprend quelques années plus tard, en 1931, à un dîner chez la baronne Choin (la tante Cora de Climats), où l'on retrouve les époux Holmann mais également le couple Thianges (dont l'épouse Hélène est la fille de Pascal Bouchet, le rival de la famille Quesnay dans Bernard Quesnay ainsi qu'une salonnière amie de Philippe Marcenat dans Climats) et Bertrand Schmitt (ami du lycée de Rouen d'Hélène évoqué plus tôt) devenu récemment l'époux d'Isabelle Marcenat (veuve du Philippe Marcenat cité plus haut). Grâce aux discussions entre Schmitt et Denise, on comprend que cette dernière a pris ces dernières années plusieurs amants sans toutefois s'y attacher beaucoup, et garde une grande affection pour son mari. Confrontée à la fin du roman aux sollicitations du député Monteix, désespéré, qui la supplie de le rejoindre brièvement à Paris alors qu'elle est en vacances à Saint-Arnoult, Denise finit par y renoncer en réalisant que ses enfants finiraient probablement par avoir d'elle la même image qu'elle avait eu de sa propre mère durant son enfance si elle devait continuer dans cette voie. Elle se rend par la suite pour la première fois depuis son mariage à Pont-de-l'Eure, où elle retrouve sa mère, sa sœur Charlotte (qui a épousé Jacques Pelletot), le docteur Guérin ainsi que Bernard Quesnay et son épouse Yvonne, avec lesquels elle assiste à un numéro musical dans le salon du docteur.
Constatant le bonheur que sa mère partage avec Georges Guérin malgré l'ancienneté de leur relation, Denise se surprend à ne plus éprouver de ressentiment à l'égard de celle-ci, comprenant que « [sa] blessure était vidée de tout poison, [sa] plaie fermée. » Elle accepte alors d'entonner avec sa mère La Vie antérieure d'Henri Duparc, dont elle avait entendu pour la première fois la mélodie le jour où, âgée de six ans, elle avait surpris Germaine et le docteur Guérin en train de la jouer.

## Analyse
Au sujet de la conception du Cercle de famille, dans la préface du deuxième volume de ses œuvres complètes paru en 1950 chez Fayard, André Maurois écrivit ceci :

« Je tirai le Cercle de famille d'une conversation, fort brève, avec une jeune femme qui me parla de ses difficiles rapports avec sa mère. »

De nombreuses similitudes sont également à relever entre ce roman et ses deux prédécesseurs, Bernard Quesnay, paru en 1926, et Climats, paru en 1928 : outre une galerie de personnages communs (Hélène de Thianges apparaît dans les trois ouvrages, et nous découvrons dans Le Cercle de famille les destinées respectives de Bernard Quesnay, qui a épousé sa cousine Yvonne, et d'Isabelle de Cheverny, qui s'est remariée à Bertrand Schmitt ; Solange Villier et son mari sont également présents), les thèmes des trois romans ne sont pas sans ressemblances, comme l'auteur le relève lui-même :

« Les critiques et les commentateurs qui ont écrit sur mes romans y ont trouvé, disent-ils, une certaine unité de propos et, à y réfléchir, je crois qu'ils ont raison. L'un d'eux a dit que je me suis attaché à peindre des conflits et à montrer que, dans la plupart des cas, le droit et la vérité ne sont pas entièrement d'un seul côté. Climats oppose, dans le couple, mari et femme ; or il y a beaucoup à dire en faveur de chacun des deux. Le Cercle de famille joue le même rôle pour le conflit des générations. Bernard Quesnay est un effort pour juger équitablement le conflit patrons-ouvriers. »

— André Maurois, Préface du deuxième volume de ses œuvres compètes, Fayard, 1950.

## Éditions

### Éditions francophones
- André Maurois, Le Cercle de famille, Grasset, Paris, 1932, 343 p.[1]
- André Maurois, Le Cercle de famille, dessins de Gérard Cochet, J. Ferenczi et fils, Paris, 1935, 206 p.[2]
- André Maurois, Le Cercle de famille, Calmann-Lévy, Paris, 1940, 256 p.[3]
- André Maurois, Œuvres complètes : Climats - Le Cercle de famille - L'Instinct du bonheur, t.  II, bois de Louis Jou, Fayard, Paris, 1950, 278 p.[4]
- André Maurois, Le Cercle de famille, Grasset, Paris, 1954, 256 p.[5]
- André Maurois, Le Cercle de famille, Le Club du livre du mois, Paris, 1957, 253 p.[6]
- André Maurois, Le Cercle de famille, Grasset, Paris, coll. « Le livre de poche », 1959, 438 p.[7]
- André Maurois, Romans, avec trente-deux aquarelles de René Génis, Jean Terles, Candido Portinari, Jean-Pierre Péraro et Michel Thompson, Gallimard, Paris, 1961, 1136 p.[8]
- André Maurois, Œuvres choisies : Le Cercle de famille, t. IV, illustrations de Daniel Louradour et préface de François Mauriac et Jules Romains, Pierre de Tartas, Paris, 1965, 288 p.[9]
- André Maurois, Le Cercle de famille ; L'Instinct du bonheur, Éditions Rencontre, Lausanne, 1969, 415 p.[10]
- André Maurois, Le Cercle de famille ; L'Instinct du bonheur, Édito-service, Genève, 1976, 410 p.[11]
- André Maurois, Le Cercle de famille, Grasset, Paris, coll. « Les cahiers rouges », 1996, 339 p.[12]

### Traductions
- André Maurois, The Family Circle, traduction anglaise de Hamish Miles, Peter Davies, Londres, 1932.
- André Maurois, Sua figlia, traduction italienne de Enrico Piceni, A. Mondadori, Vérone, 1953, 236 p.[13]
- André Maurois, Gimenes loks, traduction lettone de Silvija Tītmane, Liesma, Riga, 1983, 265 p.[14]